# Ida Somazziprijs
De Ida Somazziprijs (Duits: Ida-Somazzi-Preis; Frans: prix Ida Somazzi; Italiaans: Premio Ida Somazzi) is een Zwitserse prijs die sinds 1966 wordt toegekend aan personen en organisaties die zich inzetten voor vorming, onderwijs, vrede en vrijheid, mensenrechten en menselijke waardigheid en de gelijkheid tussen mannen en vrouwen.

## Omschrijving
De Ida Somazziprijs wordt ieder jaar uitgereikt door de Ida Somazzistichting, die is gevestigd in Bern. Deze stichting werd in 1964 in het leven geroepen door Maria Felchlin, een arts uit Olten, en de arbeidstersvereniging Frau und Demokratie ter nagedachtenis van de in 1963 overleden Zwitserse onderwijzeres en feministe Ida Somazzi.

## Erelijst
| Jaar | Winnaar                                                    |
| ---- | ---------------------------------------------------------- |
| 1966 | Alice Meyer                                                |
| 1968 | Edgar Bonjour                                              |
| 1968 | Verena Marty                                               |
| 1969 | Fritz Wartenweiler                                         |
| 1970 | Jeanne Hersch                                              |
| 1971 | Helene Thalmann-Antenen                                    |
| 1973 | Gerda Stocker-Meyer                                        |
| 1974 | Peter Sager                                                |
| 1975 | Suzanne Oswald                                             |
| 1976 | Betty Wehrli-Knobel                                        |
| 1977 | Elsie Attenhofer                                           |
| 1978 | Lotti Ruckstuhl                                            |
| 1979 | Hermann Böschenstein                                       |
| 1981 | Lili Nabholz-Haidegger                                     |
| 1983 | Gertrude Girard-Montet                                     |
| 1985 | Marie Boehlen                                              |
| 1985 | François Bondy                                             |
| 1988 | Mariella Mehr                                              |
| 1989 | Inge Sprenger Viol                                         |
| 1992 | Gertrud Heinzelmann                                        |
| 1995 | Tula Roy, Gitta Gsell et Josi Meier                        |
| 1996 | Branka Goldstein                                           |
| 1997 | Hélène Charmillot-Vonlanthen                               |
| 1999 | FrauenMusikForum FMF                                       |
| 2000 | Liliana Heimberg                                           |
| 2001 | Gret Haller                                                |
| 2001 | Editrices d'Olympe. Feministische Arbeitshefte zur Politik |
| 2004 | Fraueninformationszentrum Zürich FIZ                       |
| 2005 | Inga Vatter Jensen                                         |
| 2006 | 1000 vrouwen voor de Nobelprijs voor de Vrede 2005         |
| 2007 | Elsbeth Pulver                                             |
| 2007 | Katharina von Salis                                        |
| 2010 | Arbeitsgruppe Berner Architektinnen und Planerinnen ABAP   |
| 2011 | Zainap Gaschaeva                                           |
| 2012 | Michèle Roten                                              |
| 2013 | Yin Yuzhen                                                 |
| 2014 | Steff La Cheffe                                            |
| 2015 | Verein Netzwerk Asyl Aargau                                |
| 2016 | Tove Soiland                                               |
| 2017 | Amal Naser                                                 |
| 2018 | Infra Bern                                                 |
| 2019 | Bla*sh                                                     |